# Пънчево
Пънчево (старо име Кара кютук) е село в Югоизточна България. То се намира в община Средец, област Бургас.

## География
Село Пънчево се намира в планината Странджа, на 10 km от общинския център Средец и на 40 km от областния център Бургас.

## История
Старото име на Пънчево идва от турския език и е Кара кютук („черен пън“). Основател на селото Иван Стоянов Кехайов, изселник от село Пирок, Лозенградско.
В края на XIX век етнографът Димитър Маринов отбелязва жителите на Каракютюк и няколко съседни села като рупци, предполагайки въз основа на неясни местни легенди, че те са потомци на бежанци от насилствената ислямизация в Родопите през XVII век.

## Население

### Етнически състав
Преброяване на населението през 2011 г.
Численост и дял на етническите групи според преброяването на населението през 2011 г.:
|                     | Численост |
| Общо                | 33        |
| Българи             | 25        |
| Турци               | -         |
| Цигани              | 7         |
| Други               | -         |
| Не се самоопределят | -         |
| Неотговорили        | 1         |

## Редовни събития
Петдесет дни от задушница до велик ден